# Wizard Reef
Wizard Reef (fr.: Récif Wizard) jest rafą koralową położoną 40,5 km na północ od północnego wierzchołka atolu Providence, w archipelagu Farquhar, w Wyspach Zewnętrznych Seszeli. Rafa ma kształt elipsy o wymiarach 1,7 km wschód-zachód i 1,2 km północ-południe, obejmując obszar 1,6 km². Rafa jest zanurzona i powoduje ostre załamywanie się fal.